# Nam tước d'Holbach
Paul-Henri Thiry, Nam tước d'Holbach (8 tháng 12 năm 1723 - 21 tháng 1 năm 1789) là một tác giả, nhà triết học, người soạn bách khoa toàn thư người Pháp gốc Đức và là một nhân vật xuất chúng trong Phong trào Khai sáng ở Pháp. 

## Cuộc đời[3]
Do uy tín về mặt khoa học, d'Holbach được bầu làm thành viên danh dự của Viện hàn lâm Khoa học Nga. Ông là một người sống rất sung túc, tiếp đãi bạn bè trọng hậu, như mạnh thường quân. Người đời thường gọi ông là "ông chủ quán của các nhà triết học".

## Tư tưởng

### Tổng quan[3]
Holbach không chỉ là một trong những trụ cột của thời kỳ Khai sáng mà còn tham gia tích cực vào Encyclopédie. Từ những thành tựu của khoa học tự nhiên, ông đã khái quát và hệ thống hóa tư tưởng duy vật Pháp. 

### Chủ nghĩa duy vật[4]
Thế giới quan của Holbach được dưng nên từ nền tảng vật chất. Trong tác phẩm Hệ thống tự nhiên hay là quy luật của thế giới vật lý và của thế giới tinh thần, Holbach đã chỉ ra rằng thế giới này không gì khác hơn đó là thế giới vật chất. Ông viết rằng:
| “ | Thế giới, đó là sự kết hợp kỳ diệu của tất cả những vật đang tồn tại, bất cứ chỗ nào chúng ta cũng chỉ thấy vật chất và chuyển động; trước mặt chúng ta toàn thế giới chỉ là một sợi dây chuyền vô tận và liên tục của nguyên nhân và kết quả... Các chất muôn hình muôn vẻ của thế giới được kết hợp với nhau theo hằng hà sa số kiều và không ngừng chuyển động cho nhau và nhận của nhau sự chuyển động. Những thuộc tính khác nhau của các chất ấy, những sự kết hợp khác nhau giữa chúng và những cách thức hoạt động khác nhau do những sự kết hợp ấy tạo ra một cách tất nhiên, đó là bản chất của mọi vật đang tồn tại và sự khác nhau của các bản chất ấy quyết định trật tự khác nhau hay hệ thống khác nhau của các chất ấy. Toàn bộ những bản chất ấy hợp thành thế giới tự nhiên | ” |

Trong quá trình nghiên cứu về vật chất, d'Holbach đã nhận thấy "cho tới nay vẫn chưa có một định nghĩa nào thỏa đáng về vật chất" và có lẽ trong các nhà triết học duy vật thời kỳ cận đại thì định nghĩa vật chất của Holbach có thể xem là có tính chất khái quát nhất. Ông viết:
| “ | (Vật chất là) tất cả những cái tác động bằng cách nào đó vào các giác quan của chúng ta, còn các đặc tính mà chúng ta gán cho các chất khác nhau thì dựa trên những cảm giác khác nhau hay những biến đổi khác nhau do chúng gây ra trong chúng ta | ” |

Vật chất, theo Holbach, không do ai sinh ra cũng không bị tiêu diệt. Vật chất là vô cùng vô tận và có những quy luật khách quan của chính nó. Nó có những đặc tính như trọng lực, quán tính, không thể phân chia, hình dáng,... và nó tồn tại bằng vận động. Vận động và vật chất tồn tại vĩnh viễn. 
| “ | Nếu người ta hỏi chúng ta vật chất ở đâu mà ra thì chúng ta sẽ trả lời là bao giờ cũng có vật chất. Nếu người ta hỏi rằng tại sao vật chất lại vận động thì chúng ta sẽ trả lời là vật chất vận động mãi mãi vì vận động là kết quả tất yếu của sự tồn tại bản chất của vật chất | ” |

| “ | Vận động là phương thức tồn tại xuất phát một cách tất nhiên, từ bản chất của vật chất | ” |

### Sựsiêu hình[5]
Giống như các nhà duy vật Pháp, d'Holbach chưa vượt qua được khỏi giới hạn của chủ nghĩa cơ học. Ông đã quy các hình thức vận động phong phú của vật chất về vận động cơ giới. Cho dù ông đã cho vận động bao gồm cả sự di chuyển của các phân tử trong vật thể thì đó cũng chỉ là quan niệm của chủ nghĩa cơ học. Căn cứ của ông trong việc phân loại vận động thành vận động đơn giản và vận động phức tạp là rất ngây thơ vì chỉ căn cứ vào số lượng nguyên nhân tác thành vận động. Theo đó, vận động đơn giản là do một nguyên nhân gây ra, vận động phức tạp là do nhiều nguyên nhân gây ra.
Holbach không thấy tính biện chứng trong sự phát triển của giới tự nhiên (và tất nhiên càng không thể nhận thấy ở trong đời sống xã hội). Tự nhiên bao gồm vô cơ, hữu cơ và con người, vận trù tuyệt đối theo ba quy luật tất định:
1. Quy luật nhân quả.
2. Quy luật quán tính.
3. Quy luật hấp dẫn xô đẩy.

Cái thống trị trong thế giới này là cái tất nhiên. Holbach phủ nhận sự tồn tại của ngẫu nhiên. Ngẫu nhiên là cái tất nhiên khi chưa gọi được nguyên nhân. "Ngẫu nhiên - danh từ vô nghĩa".

### Đối vớitôn giáovàthần học[6]
Tư tưởng về vật chất của Holbach có giá trị quan trọng trong việc phản bác các quan điểm của chủ nghĩa duy tâm, của tôn giáo về vai trò của đấng sáng tạo, về "thực thể tinh thần tối cao" bay lơ lửng trong không trung sẽ sắm vai trò hiện thân đã có từ thời cổ đại và cao siêu hơn một chút trong triết học của Georg Wilhelm Friedrich Hegel và nó cũng loại bỏ luôn các quan niệm cho rằng cảm giác có quyền ban phát tất cả. Ông viết:
| “ | Biết nói gì về một nhà triết học như Berkeley đã chứng minh cho chúng ta thấy rằng mọi thứ ở trên thế giới chỉ là ảo tưởng và hoang đường mà thôi, toàn bộ thế giới chỉ tồn tại trong bản thân chúng ta mà thôi và các nhà triết học ấy đã dùng lối ngụy biện không giải quyết được gì của tất cả những người theo học thuyết về sự thiêng liêng của linh hồn để hòng làm cho người ta nghi ngờ về sự tồn tại của tất cả mọi vật | ” |

Holbach còn chỉ ra bản chất của thần học: 
| “ | (Thần học là) khoa học mang màu sắc thần thánh, dạy cho chúng ta suy nghĩ về về những cái mà chúng ta không hiểu và làm cho chúng ta mất quan niệm rõ ràng về những điều mà chúng ta hoàn toàn có thể hiểu được. | ” |

Tôn giáo, theo Holbach, dù có ở chín tầng trời thì cũng là sản phẩm của những sinh linh mang kiếp người tạo ra. Con người, trong triết học của Holbach, về mặt thân xác không tội nghiệp như "con người kiểu Pascal" nhưng nó lại có bản tính túng bách về mặt nhu cầu (theo Holbach, những nhu cầu này là khách quan) và tối tăm về mặt trí tuệ.
Con người cất tiếng khóc chào đời đồng nghĩa với việc khai sinh cho sự hiện diện của tai họa đầu tiên đối với con người, bắt con người phải ham muốn, suy nghĩ và hành động. Nó day dứt gặm nhấp trong ta làm thành cảm giác khó chịu thường trực. Sự khó chịu ngày càng tăng lên nếu như nhu cầu không chịu được thỏa mãn hoặc thỏa mãn không được đầy đủ.
Chưa đủ, các tai họa thiên nhiên luôn rình rập con người. Tất cả những điều đó làm con người bơi trong biển cả của sự sợ hãi và hoài nghi. Con người trở nên chơi vơi và bất lực trước các hiện tượng tự nhiên. 
| “ | Trong hoàn cảnh bị định mệnh chi phối, con người không tìm thấy ở trên mặt đất này những lực lượng có thể gây hành động mạnh mẽ như vậy thì họ phải hướng những cặp mắt đầy lo âu và giàn giụa nước mắt lên bầu trời và họ tin tưởng rằng trên bầu trời nhất định phải có những lực lượng thù địch đã làm tiêu tan hạnh phúc của họ trên bề mặt của trái đất này | ” |

Như vậy, con người không sinh ra cùng với tôn giáo. Tôn giáo chỉ xuất hiện trong một giai đoạn phát triển lịch sử, nó phản ánh sự bất lực của con người trước những lực lượng khủng khiếp và bí ẩn của tự nhiên, lực lượng đối diện với thân xác mong manh và nhỏ bé của con người.
Hơn nữa, trong chừng mực nhất định, Holbach chỉ ra tôn giáo có mối liên hệ chặt chẽ giữa giáo hội và chế độ chính trị lúc bấy giờ, là công cụ duy trì địa vị của tầng lớp quý tộc, của giai cấp thống trị 
| “ | Tôn giáo hình như được bịa đặt ra chỉ là để đặt các vua chúa lên trên dân tộc và đặt các dân tộc dưới quyền hành của vua chúa. Từ khi các dân tộc cảm thấy bị khổ cực vô cùng trên trái đất này thì người ta lấy sự giận dữ của đức chúa trời để đe dọa họ, hòng làm cho họ phải im tiếng, người ta phải làm cho tầm mắt phải hướng lên trời ngăn cản họ thấy nguyên nhân thực sự của những bất hạnh, ngăn cản họ dùng liều thuốc do bản thân giới tự nhiên đem lại cho họ để trị những tai họa đó | ” |

Có thể nói, đặc điểm đặc sắc nhất trong luận điểm của Holbach về tôn giáo là ông đã cho rằng không phải tôn giáo sẽ làm cho con người trở nên thanh cao hơn, mà ngược lại, tôn giáo đang làm tha hóa con người, trở thành kẻ vong nhân trên quê hương của mình. 
| “ | Vì thiéu sự cai trị hợp lý, thiếu những luật lệ công bằng, những thể chế có ích, thiếu sự giáo dục đúng đắn và vì thầy tu và vua chúa kìm giữ trong vòng ngu dốt và hèn mọn nên các dân tộc đã có đầu óc tôn giáo và trở nên trụy lạc. Người ta quên mất bản chất của con người, những lợi ích chân chính của xã hội... Người ta không hề biết đức hạnh của xã hội. Tinh thần yêu nước trở thành bóng ma. Con người sống một đời xã hội chỉ nghĩ cách làm hại nhau, chỉ mơ ước được vua chúa chú ý tới, còn vua chúa thi thấy rằng làm hại người khác là có lợi cho mình | ” |

### Vềcon người[7]
Holbach cho rằng con người là sản phẩm của giới tự nhiên, giống như các sinh vật khác, con người tồn tại trong tự nhiên. 
| “ | Con người không có cơ sở nào để tự coi mình là một sinh thể có đặc quyền của giới tự nhiên. Nó cũng phải chịu đựng phong ba như mọi sản phẩm khác của giới tự nhiên. Các ưu điểm hư ảo của nó căn cứ trên sự nhầm lẫn, dù cho con người vượt lên trên Trái Đất về tư duy, và nó biết nhìn nhận về loài người như một sinh vật khác. Nó sẽ nhận thấy rằng giống như mỗi loài cây đều đem lại hoa quả cho phù hợp với loại ấy, mỗi người hành động phù hợp với lợi ích đặc biệt của mình cũng sẽ đem lại hậu quả tất yếu - hành vi và hành động. Nó sẽ hiểu rằng ảo tưởng mở lối cho nó đề cao vai trò của nó, sinh ra từ chỗ nó là người quan sát vũ trụ, là một bộ phận của vũ trụ | ” |

Từ giới tự nhiên, con người tìm kiếm tri thức và giới tự nhiên "ban ý thức cho con người". Tự nhiên chi phối con người thông qua hệ thống quy luật máy móc, bất di bất dịch của nó. Vẫn đứng chân trong lập trường cơ học, Holbach kết luận "cần phải xem con người như một cỗ máy".

### Nhận thức luận[8]
Về điều này, Holbach là một nhà duy cảm. Ông đã viết như sau:
| “ | Mọi cảm giác chỉ là những chấn động mà các giác quan của chúng ta nhận được, mọi tri giác đều là sự chấn động đó, mọi ý niệm - đó là hình ảnh của đối tượng mà cảm giác và tri giác bắt nguồn từ đó | ” |

Với Holbach, thế giới vật chất ở bên ngoài là nguồn gốc tạo thành các cảm giác của con người. Cảm giác là nguồn gốc của tri thức. 
| “ | Những biến đổi liên tiếp của khối óc chúng ta do các sự vận động tác động vào các giác quan của chúng ta gây nên, tự nó trở thành nguyên nhân và gây nên trong tâm hồn chúng ta những biến hóa mới mà chúng ta gọi là những ý nghĩ, những tư tưởng, ký ức, trí tưởng tượng, phán đoán, nguyện vọng, hành dộng, cơ sở của tất cả những biến hóa ấy là cảm giác | ” |

Holbach phủ nhận tư tưởng bẩm sinh, không có linh hồn bất tử vì "bộ não chính là linh hồn". Trên lập trường duy vật, ông đã khẳng định chân lý là sự phù hợp giữa ý niệm và sự vật.
Trong lĩnh vực nhận thức luận, Holbach đã có những đóng góp đáng kể cho quan điểm duy vật. Tuy nhiên, do vẫn chỉ là nhận thức duy vật siêu hình, ông không nhận thấy những bước chuyển biện chứng của con đường nhận thức từ cảm tính lên lý tính. Ở ông, chỉ thuần túy là sự nâng cấp về mặt lượng của cảm giác, mặc dù có lúc ông đã từng khẳng đinh: "Chân lý là sự liên kết đúng đắn và chính xác của các ý niệm".

### Quan điểm chính trị[9]
Holbach là người chủ trương chế độ quân chủ lập hiến, còn trong một số trường hợp thì chủ trương chế độ chuyên chế sáng suốt. Mang đầy đủ những đặc điểm của chủ nghĩa duy vật đương thời, Holbach duy tâm khi bàn về lĩnh vực xã hội. Ông cho rằng, con đường để giải phóng con người chỉ có thẻ là sự giáo dục, và do "sự bất công thông trị ở trần gian" nên động lực của lịch sử chính là các luật gia. Với Holbach, xã hội tư bản đang phát triển chính là vương quốc của lý tính.

### Đánh giá[10]
Vladimir Ilyich Lenin đã đánh giá về rất cao các nhà duy vật Pháp thế kỷ 18 (trong đó có Holbach):
| “ | Những tác phẩm nồng nhiệt sinh động, lanh lợi, tài tình... có khả năng đưa người ta ra khỏi tình trạng mê muội tôn giáo | ” |

## Tác phẩm[3]
- Đạo Cơ đốc bị bóc trần (1761)
- Sách thần học bỏ túi hay là từ điển vắn tắt của đạo Cơ đốc (1768)
- Hệ thống tự nhiên hay là quy luật của thế giới vật lý và của thế giới tinh thần (1770)
- Viện bảo tàng các thiên thần (1770)
- Lẽ phải thông thường (1772)
- Hệ thống xã hội (1773)
- Luân lý tự nhiên (1776)
- Đức trị, hay là chính phủ căn cứ trên đạo đức

Trong đó, ba tác phẩm Đạo Cơ đốc bị bóc trần, Sách thần học bỏ túi và Hệ thống tự nhiên đã bị Nghị viện Paris kết án là phải đốt bỏ và đã bị đốt công khai vào ngày 18 tháng 8 năm 1770.